# 宇宙課々付エヴァ・レディ
『宇宙課々付エヴァ・レディ』（うちゅうかかつきエヴァ・レディ）は、御米椎による日本の近未来SF漫画。竹書房刊行の『コミックガンマ』に1992年から1995年にかけて連載された。単行本は全2巻。2011年10月より、絶版漫画を権利者の許諾を得て無料配信するウェブサイト『マンガ図書館Z』で全文を読むことができる。

## 物語
近未来。特殊機械メーカーである、逓淑総合特機株式会社（ていしゅくそうごうとっきかぶしきがいしゃ）宇宙課に、評価員（エバリュエーター）として勤務する数明由雁（カズアキユカリ）は、社内報で火星有人飛行国際共同計画（パーシバルプロジェクト）乗組員募集を知り、夢を見つける。会社の製品の実験と評価に振り回され、度々起きる問題を解決しながら、由雁は火星への切符を目指す。

## 時代背景
- 常温核融合が実用化されており、SEV（地面効果翼機）による定期航路が設定されている。また、航空自衛隊にYF-23がF-23EJとして配備されている。
- 逓淑総合特機株式会社は、宇宙機産業を主体とする宇宙課、自立型掃海機などを製作する防衛課、作中で閉鎖されたが航空課などを持つ、日本の特殊機械製造メーカーである。